# Helicina
Der Shell-Tanker Helicina war das erste Motorschiff, welches mit Schweröl besonders hoher Viskosität betrieben wurde.

## Geschichte
Das 1946 bei der Werft Swan Hunter & Wigham Richardson unter der Baunummer 1711 fertiggestellte Öltanker galt als das weltweit erste Motorschiff, das mit Schweröl besonders hoher Viskosität betrieben wurde. Sein Eigner war die Londoner Tankerreederei Shell. Schon ab 1938 wurden Versuche unter der Leitung von John Lamb, dem Chef der technischen Inspektion von Royal Dutch Shell unternommen, Dieselmotoren mit schwerem Heizöl zu betreiben. Dieses wurde vorher ausschließlich zur Befeuerung von Kesseln verwandt.
Nach dem Ende des Zweiten Weltkriegs wurde der Motortanker Helicina, parallel zum erfolgreichen Betrieb des Tankschiffes Auricula, mit schwererem Heizöl und zum Probebetrieb mit dem nochmals zähflüssigeren Schweröl besonders hoher Viskosität ausgewählt. Dazu wurde er unter anderem mit einer angepassten Einspritzanlage, Ölseparatoren, beheizten Bunkertanks und Rohrleitungen ausgerüstet. Nach Jahren des Betriebs ohne nennenswerte Störungen bei der Shell-Reederei erreichte das Schiff schließlich 1962 Blyth, wo es abgebrochen wurde.